# Yamaklar
Gli Yamak (in turco yamaklar) erano truppe ausiliarie dell'esercito dell'Impero ottomano, reclutate tra la popolazione musulmana locale. Inizialmente erano membri non militari delle forze ottomane che nei periodi del tardo impero si evolsero in reclute dei reparti di giannizzeri e infine divennero soldati di guarnigione mal addestrate e mal pagate.
La parola turca yamak significa "assistente" o "amico". Questa parola è anche usata per indicare un assistente pagato dell'artigiano. Il cognome bosniaco Jamaković deriva dal termine ottomano per "recluta giannizzera".
Inizialmente, gli Yamak erano civili che venivano mobilitati per diversi compiti durante le guerre o come volontari che volevano essere reclutati come giannizzeri. L'impero ottomano aveva la pratica di assegnare i giannizzeri alle guarnigioni nelle fortezze di confine. Gli artigiani locali che si associavano ai giannizzeri erano chiamati yamak perché assistevano i giannizzeri. Alla fine divennero soldati di guarnigione musulmane mal pagate e addestrate, in particolare nelle guarnigioni del Bosforo, del Mar Nero e del Danubio. È per questo che in alcune fonti si parla di guardie di frontiera giannizzere. Nel 1768, durante la mobilitazione delle truppe per la guerra contro la Russia, 1000 yamak furono reclutati a Sarajevo e spediti contro il Montenegro, alleato della Russia.
Alla fine del XVIII e all'inizio del XIX secolo divennero una fonte di disordini e di resistenza alle riforme. C'era un modello che si ripeteva nelle guarnigioni provinciali. Il numero di yamak che assistevano i pochi giannizzeri attivi stava crescendo a causa delle opportunità di carriera che questa posizione forniva. Presto il loro numero sarebbe diventato troppo grande perché la guarnigione potesse sostenerli, così molti di loro si sarebbero trasferiti nelle campagne per causare miseria a contadini e proprietari terrieri istituendo un regno del terrore. Tali yamak seguivano i loro capi chiamati dahis e disobbedivano agli ordini dei funzionari statali e persino a quelli del sultano. Questa era sostanzialmente la situazione in Serbia all'inizio del XIX secolo che portò alla Prima rivolta serba (1804-1813). Il Sangiaccato di Smederevo (nell'odierna Serbia) era governato da quattro comandanti Yamak (i Dahije).